# Monte Cadillac
Il monte Cadillac (Cadillac Mountain in inglese) è il punto culminante dell'isola di Mount Desert. Con i suoi 466 metri di altitudine, costituisce inoltre il punto più elevato della contea di Hancock.

## Etimologia
Il monte Cadillac è chiamato così in onore di Antoine de Lamothe-Cadillac, avventuriero ed esploratore francese che ricevette come feudo il litorale di questa regione nel 1688. Fino al 1918, era conosciuto con il nome di Green Mountain.

## Storia
Nel XIX secolo sulla vetta del monte Cadillac venne costruito un albergo, andato distrutto nel corso di un incendio nel 1895.

## Accesso
Una strada ferrata consentiva l'accesso alla vetta tra il 1883 e il 1893. Attualmente, esistono una strada asfaltata e diversi sentieri escursionistici.

## L'alba
A causa della sua altitudine e della sua posizione molto orientale, il monte Cadillac è noto per essere il primo punto degli Stati Uniti a essere illuminato dal sole ogni mattina. Questa reputazione, che attira numerosi turisti, vale tuttavia solo in autunno e in inverno.

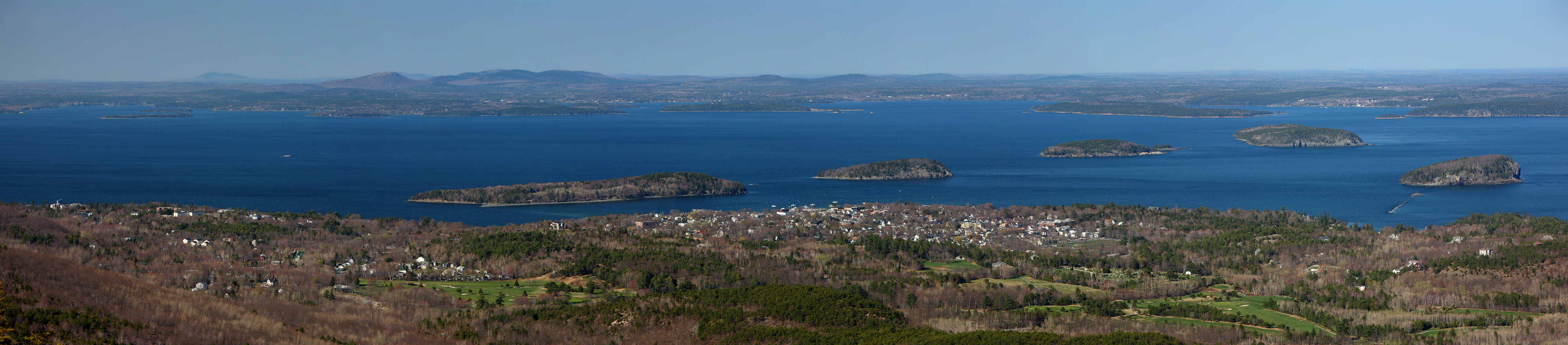
Veduta della baia di Frenchman e del parco nazionale di Acadia dalla sommità del monte Cadillac.